# Curtonotum herrero
Curtonotum herrero är en tvåvingeart som beskrevs av Tsacas 1977. Curtonotum herrero ingår i släktet Curtonotum och familjen Curtonotidae. Inga underarter finns listade i Catalogue of Life.